# Азійське товариство
Азійське товариство (фр. Société asiatique) — французьке наукове товариство, яке займається вивченням Азії.

## Історія
Товариство було засновано в 1822 році з метою розвитку та поширення знань про Азію. Географічно дослідницькі інтереси товариства охоплюють широку територію від Магрибу до Далекого Сходу.
Після полеміки про методи досліджень у 1826—1829 роках, викликаної двома статтями Фрідріха Едуарда Шульца, товариство розділилося на дві фракції: з одного боку, прихильники наукових точних методів, такі як Юліус фон Клапрот, Жан-П'єр Абель-Ремюза, Ежен Бурнюф та Жуль фон Моль, з іншого боку, «флористи» або «філологи та поети», які плекали романтичну літературну традицію та групувалися навколо Антуана-Ісаака Сільвестра де Сасі, Антуана-Леонарда де Шезі, Александра Ланглуа, Гарсена де Тассі та Жана Батіста Андре Гранжере де Лагранжа. Врешті взяла гору перша група.
Товариство видає Journal asiatique (ISSN 0021-762X), який виходить безперервно з 1822 року. Зараз Товариство налічує близько 700 членів у Франції та інших країнах. Спеціальна бібліотека товариства налічує понад 90 тисяч томів.
За зразком французького товариства в 1845 р. виникло Німецьке східне товариство з центром у Лейпцигу.